# 奧爾海伊區
奧爾海伊區 （羅馬尼亞語：Orhei）是摩爾多瓦中部的一個區，首府奧爾海伊。2004年人口116,271人，當中大部分是摩爾多瓦人（86.4％），其次是羅馬尼亞人（7.1%）、烏克蘭人（3.9％）、俄羅斯人（1.9％）、加告茲人（0.1%）和保加利亞人（0.1％）。